# Кільцева дорога Афганістану

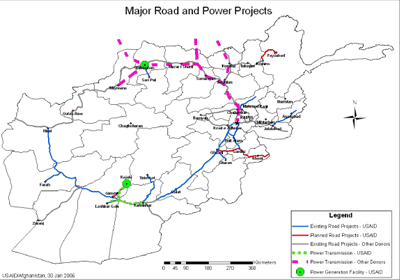
Карта кільцевої дороги Афганістану та основних проектів, підтриманих США станом на березень 2006 р.

Національне шосе 01 або NH01, офіційна назва Кільцева дорога (пушту د افغانستان حلقوي سړک; дарі شاهراه حلقوی افغانستان) — головна автомагістраль Афганістану, становить 2200 кілометрів в довжину двосмугова мережа доріг, що проходить територією всієї країни і сполучає наступні великі міста (за годинниковою стрілкою): Кабул, Майдан-Шар, Газні, Кандагар, Деларам, Герат, Меймене, Шібірган, Мазарі-Шариф, Пулі-Хумрі тощо. Має розширення, які з'єднують Джалалабад, Баміан, Хост, Лашкаргах, Зарандж (шлях 606), Фарах, Іслам-Кала, Торгунді та Кундуз. Це частина AH1, найдовшого маршруту Азійської мережі автомобільних доріг. Національне шосе 01 складається з чотирьох основних ділянок, від NH0101 до NH0104, які з'єднують основні економічні центри.

## Історія
Частину Національного шосе 1 було відремонтовано з кінця 2003 року, зокрема шосе Кабул–Кандагар, за кошти, надані Сполученими Штатами, Саудівською Аравією та іншими. Більшість робіт на цій ділянці виконали турецькі, індійські та місцеві компанії. Японські компанії також були задіяні поблизу південної афганської провінції Кандагар. На заході Іран брав участь у будівництві двосмугової дороги між Іслам-Калою та містом Герат на заході Афганістану. Пакистан відновив шосе Кабул-Джалалабад.

## Кабул— Кандагар

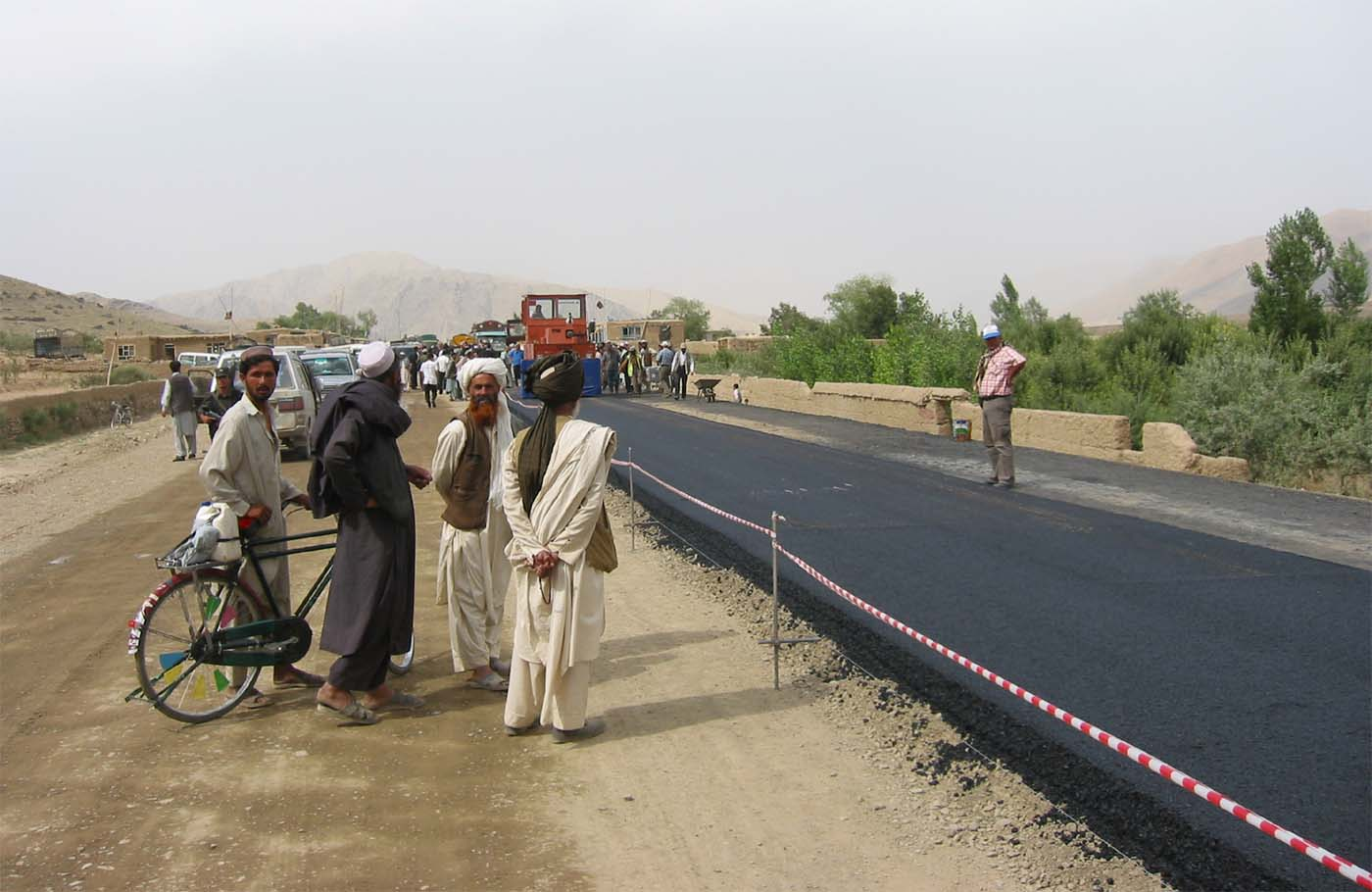
Асфальтування ділянки А1 між Кабулом і Кандагаром у 2003 році.

Шосе Кабул-Кандагар (NH0101) має 483 кілометри ділянка національного шосе 01, що з'єднує два найбільші міста Афганістану, Кабул і Кандагар. Ця магістраль є ключовою ділянкою Окружної дороги. Приблизно 35 відсотків населення Афганістану живе в межах 50 кілометрів частини кільцевої дороги Кабул — Кандагар.
Шосе Кабул–Кандагар зазнало капітального ремонту, проведеного урядами Сполучених Штатів і Японії за підтримки турецьких та індійських інженерів у плануванні та проєктуванні. У грудні 2003 року було завершено першу чергу асфальтування, і шосе було відкрито для руху. Проте з того часу дорога сильно зруйнувалася від важких вантажівок, а також від диверсій терористів. Крім того, озброєна охорона має захищати ремонтні бригади від засідок. Бандитизм і вимагання на блокпостах талібів залишаються проблемою.

## Кандагар— Герат

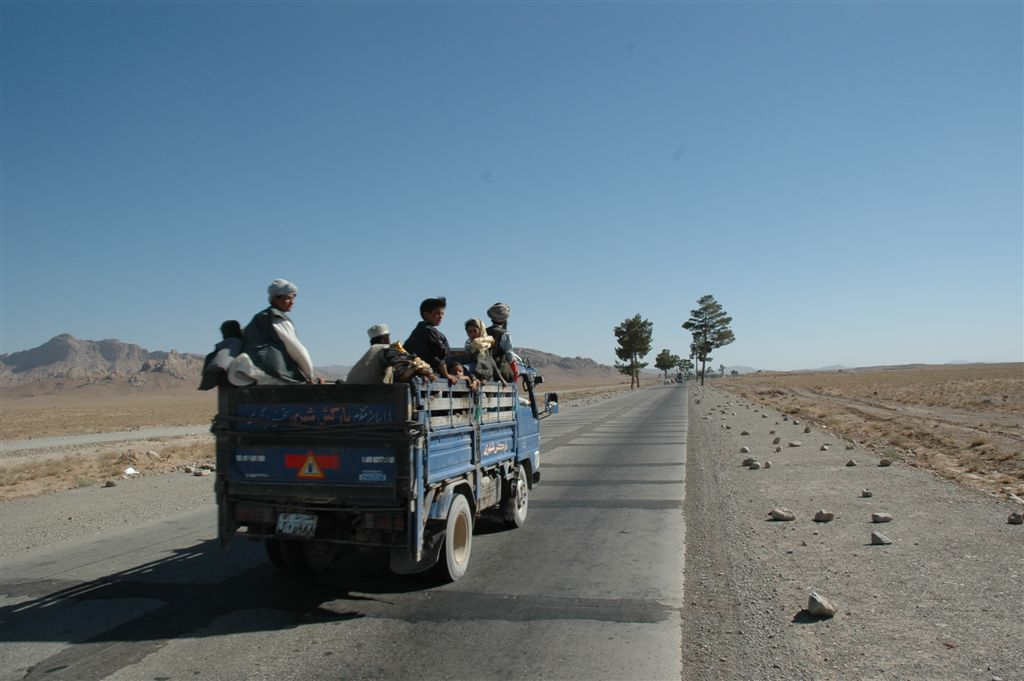
Шосе між Кандагаром і Гератом, січень 2007 року.

Національне шосе 01 між Кандагаром і Гератом складається з двох ділянок: NH0101, що пролягає від Кандагара до Деларама, і NH0102, що пролягає від Деларама до Герата.

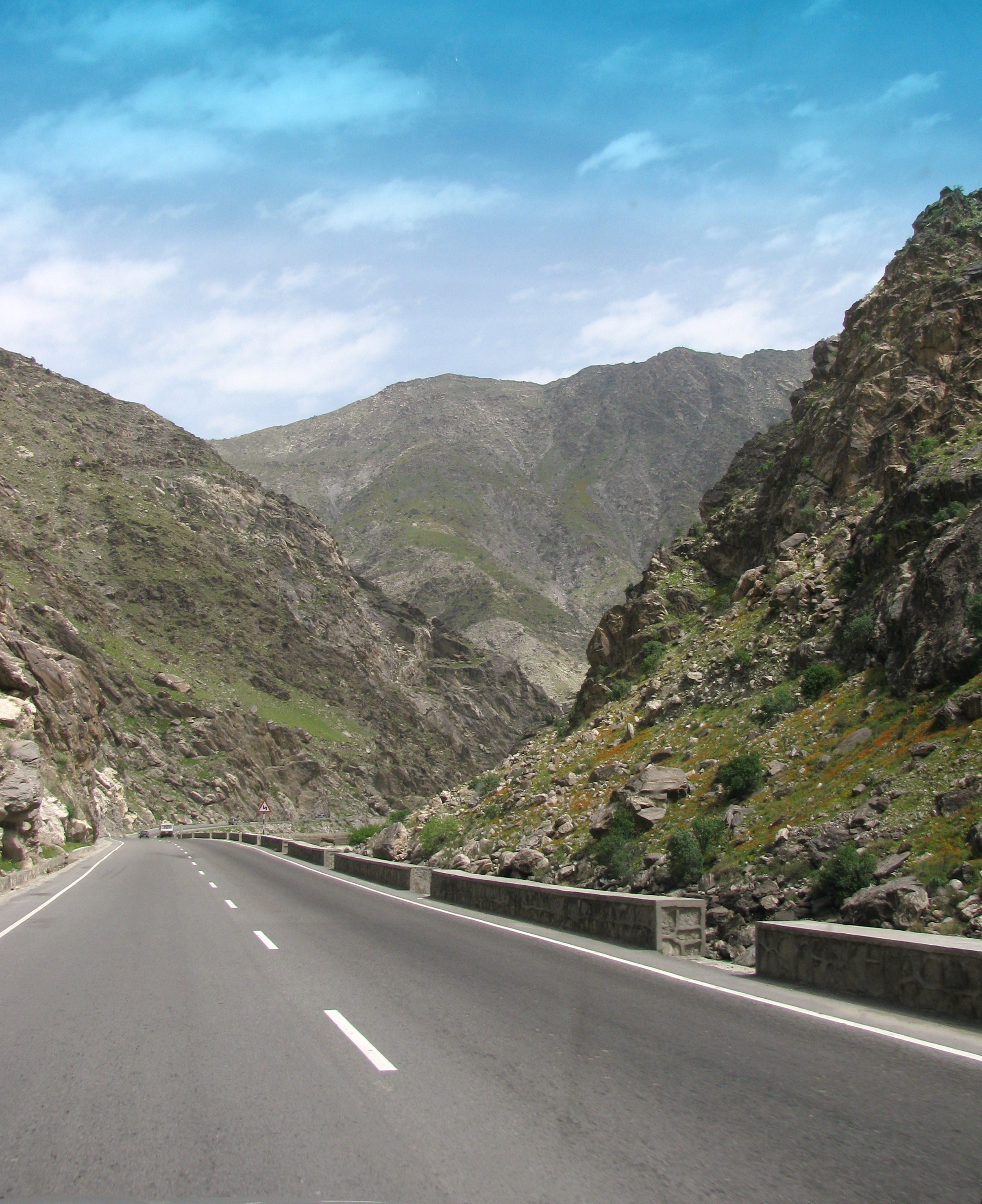
Шосе Кабул-Джалалабад

## Кабул— Джелалабад
Національне шосе 8 (NH08) пролягає від Джелалабада до Кабула, слідуючи ущелині Танг-е Гару, паралельно річці Кабул, на 64 кілометри. Двосмугове шосе Кабульська ущелина проходить довжиною 600 метрів у скелі. У цьому районі трапляються смертельні ДТП, в основному через необережне водіння.